# Saint-Séverin-d'Estissac
Saint-Séverin-d'Estissac är en kommun i departementet Dordogne i regionen Nouvelle-Aquitaine i sydvästra Frankrike. Kommunen ligger i kantonen Neuvic som tillhör arrondissementet Périgueux. År 2022 hade Saint-Séverin-d'Estissac 91 invånare.

## Befolkningsutveckling
Antalet invånare i kommunen Saint-Séverin-d'Estissac
Referens:INSEE